# NGC 6497
NGC 6497 (również NGC 6498, PGC 60999 lub UGC 11020) – galaktyka spiralna z poprzeczką (SBb), znajdująca się w gwiazdozbiorze Smoka.
Odkrył ją Lewis A. Swift 16 września 1884 roku. Ponownie obserwował ją 26 września tego samego roku, lecz nie zorientował się, że to ten sam obiekt i skatalogował ją po raz drugi. John Dreyer w swoim New General Catalogue skatalogował obie obserwacje Swifta jako NGC 6497 i NGC 6498.